# Anneke Grönloh
Anneke Grönloh, właśc. Johanna Louise Grönloh (ur. 7 czerwca 1942 w Tondano, zm. 14 września 2018 w Arleuf) – holenderska piosenkarka. Reprezentantka Holandii w Konkursie Piosenki Eurowizji 1964 z piosenką „Jij bent mijn leven”.
Jej przebój „Brandend zand” sprzedał się w ponad 3,5 miliona egzemplarzy.

## Dyskografia
- „Asmara” (1960)
- „Flamenco Rock”
- „Brandend zand” (1961)
- „Paradiso” (1962)
- „Soerabaja”
- „Cimeroni” (1963)
- „Oh Malaysia” (1963)